# Melekeok (ville)
Pour l’article homonyme, voir Melekeok.
Melekeok est la capitale des Palaos,,, située dans l'État de Melekeok. Elle occupe cette fonction depuis octobre 2006, en remplacement de Koror. Ngerulmud, un de ses lieux-dits situé à deux kilomètres à l'ouest, accueille un imposant Capitole.
Melekeok est située sur la côte orientale de l'île de Babeldaob, la plus grande île des Palaos, dans l'océan Pacifique. Elle est peuplée d’environ 400 habitants en 2021, ce qui en fait la capitale la moins peuplée au monde.

## Histoire
Melekeok a une longue histoire en tant que centre de pouvoir de Palaos. Pendant l'occupation japonaise, plusieurs bai (maisons de réunion traditionnelles pour hommes) ont été détruites, mais elles ont été reconstruites en 1992.

## Démographie
Selon le recensement de 2005, 271 personnes résidaient dans la ville de Melekeok.
Selon une estimation de 2010, elle comptait une population de 560 habitants.

## Patrimoine
- Meteu 'L Klechem
- Le lac Ngardok est le plus grand lac d'eau douce de Micronésie et abrite des crocodiles marins[6].

## Galerie

Drapeau de Melekeok
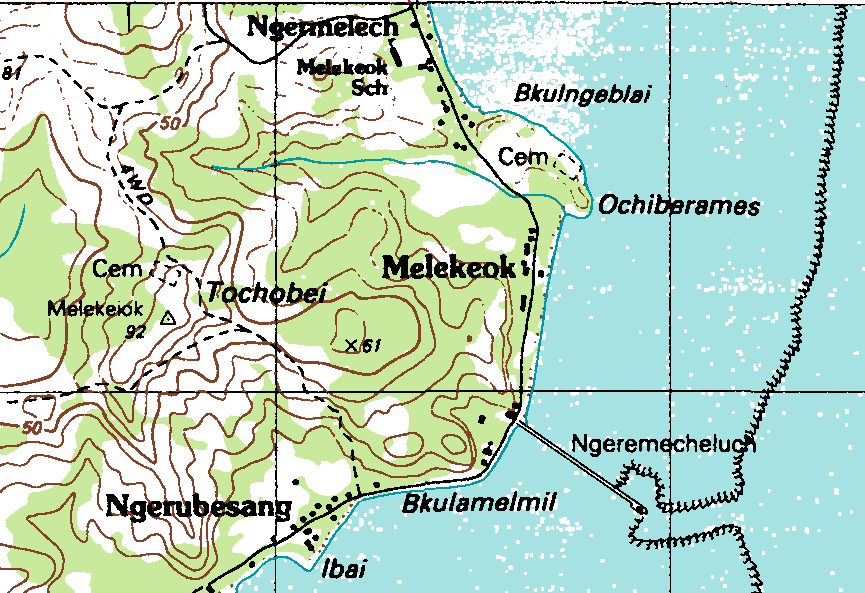
Zone de Melekeok sur une carte topographique

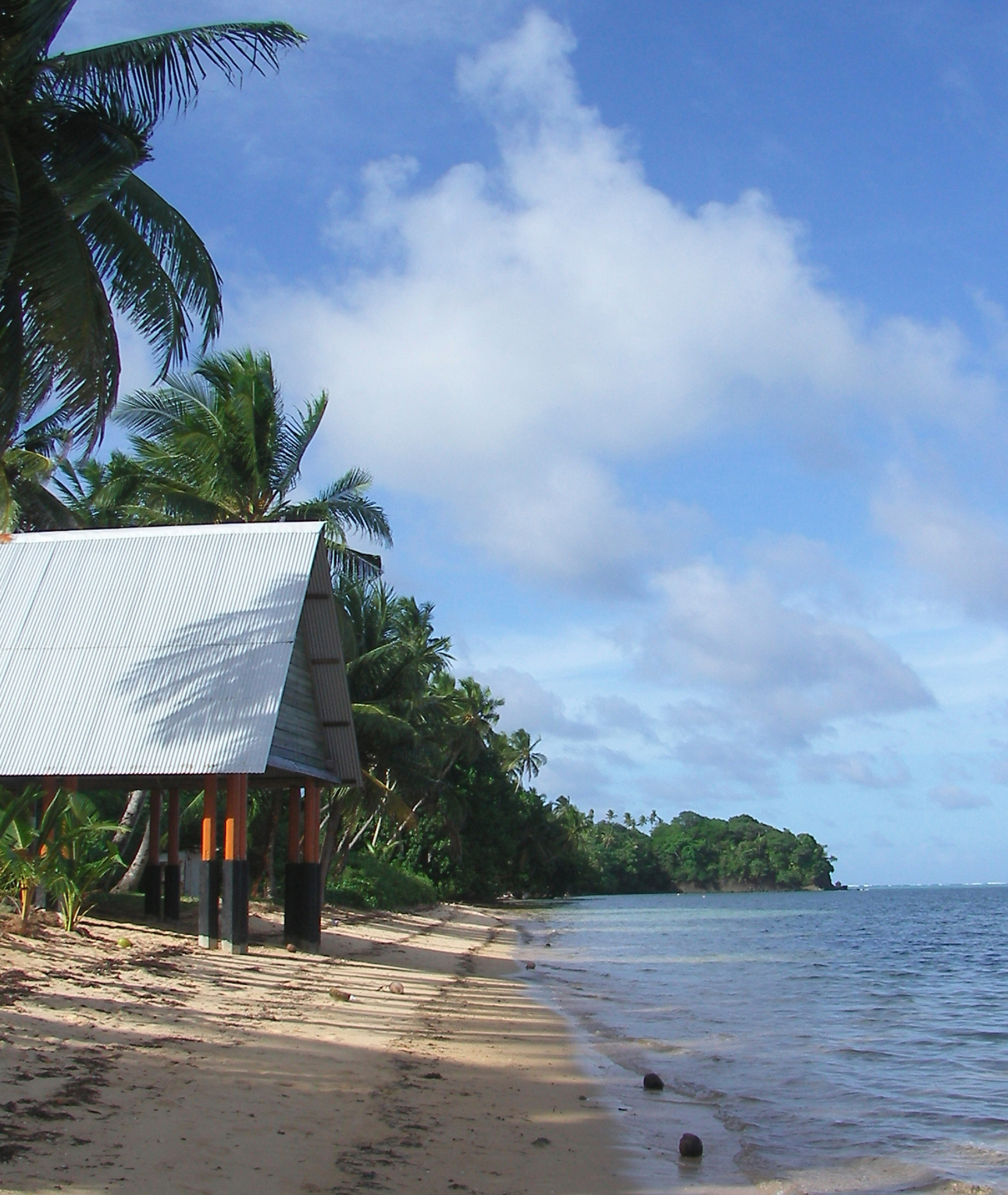
Plage à Melekeok.

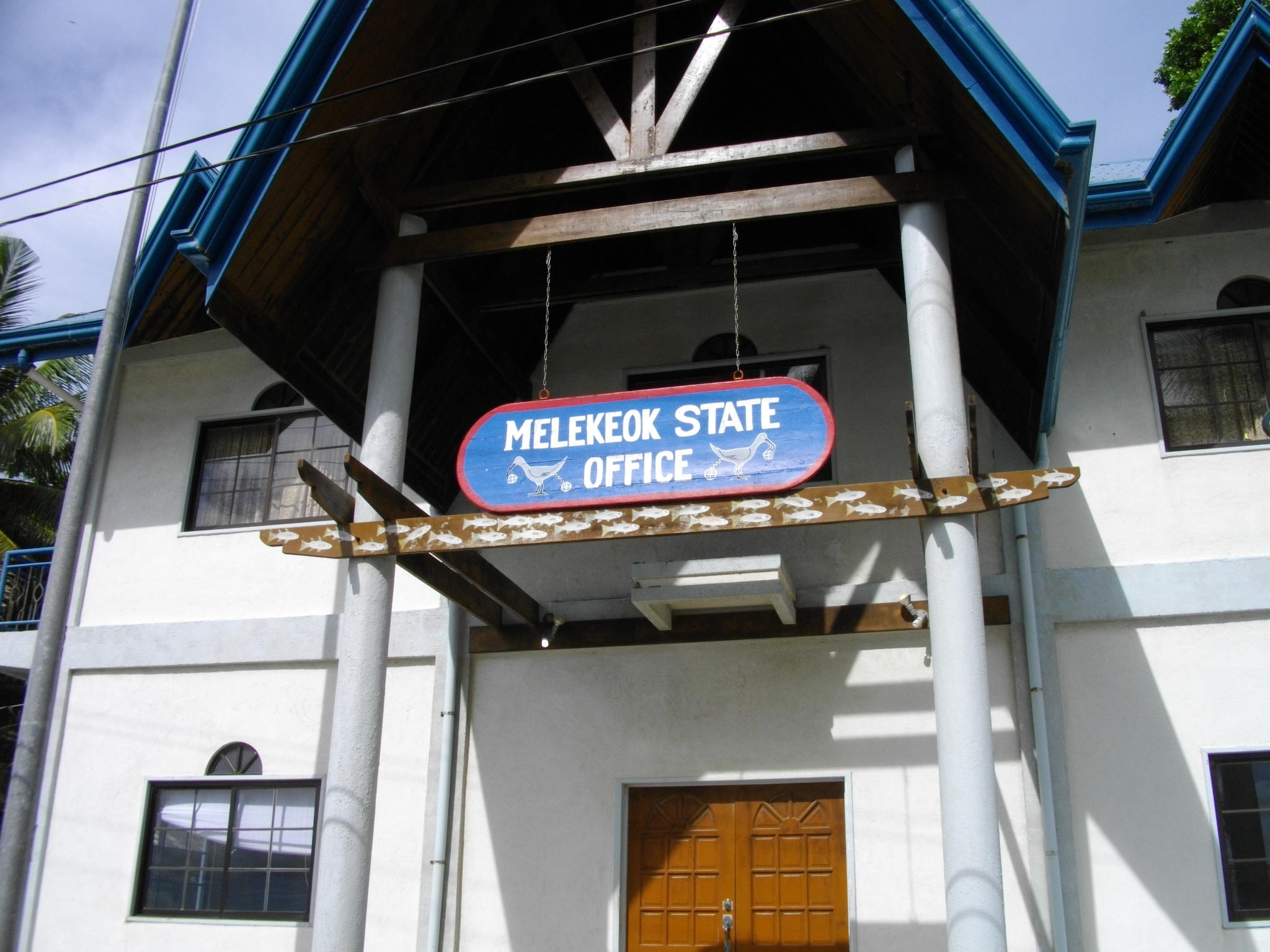
Bureaux de l'administration de l'État de Melekeok.